# Mapamundi

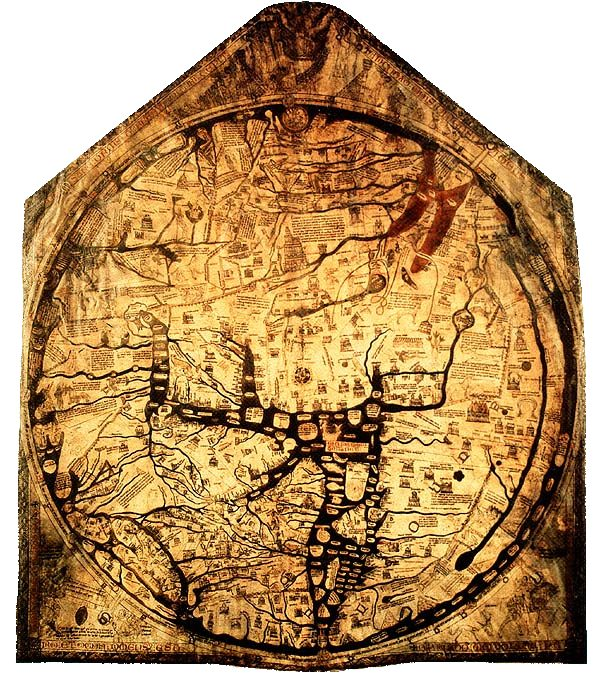
Mapamundi de Hereford, 1300 (aprox.)

Un mapamundi és una representació cartogràfica (mapa) de tota la superfície de la Terra. El material sobre el qual es representa sol ser paper o pell. Segons la seva forma és pràcticament la representació de l'esfera terrestre (o, millor dit, el geoide) sobre un pla.

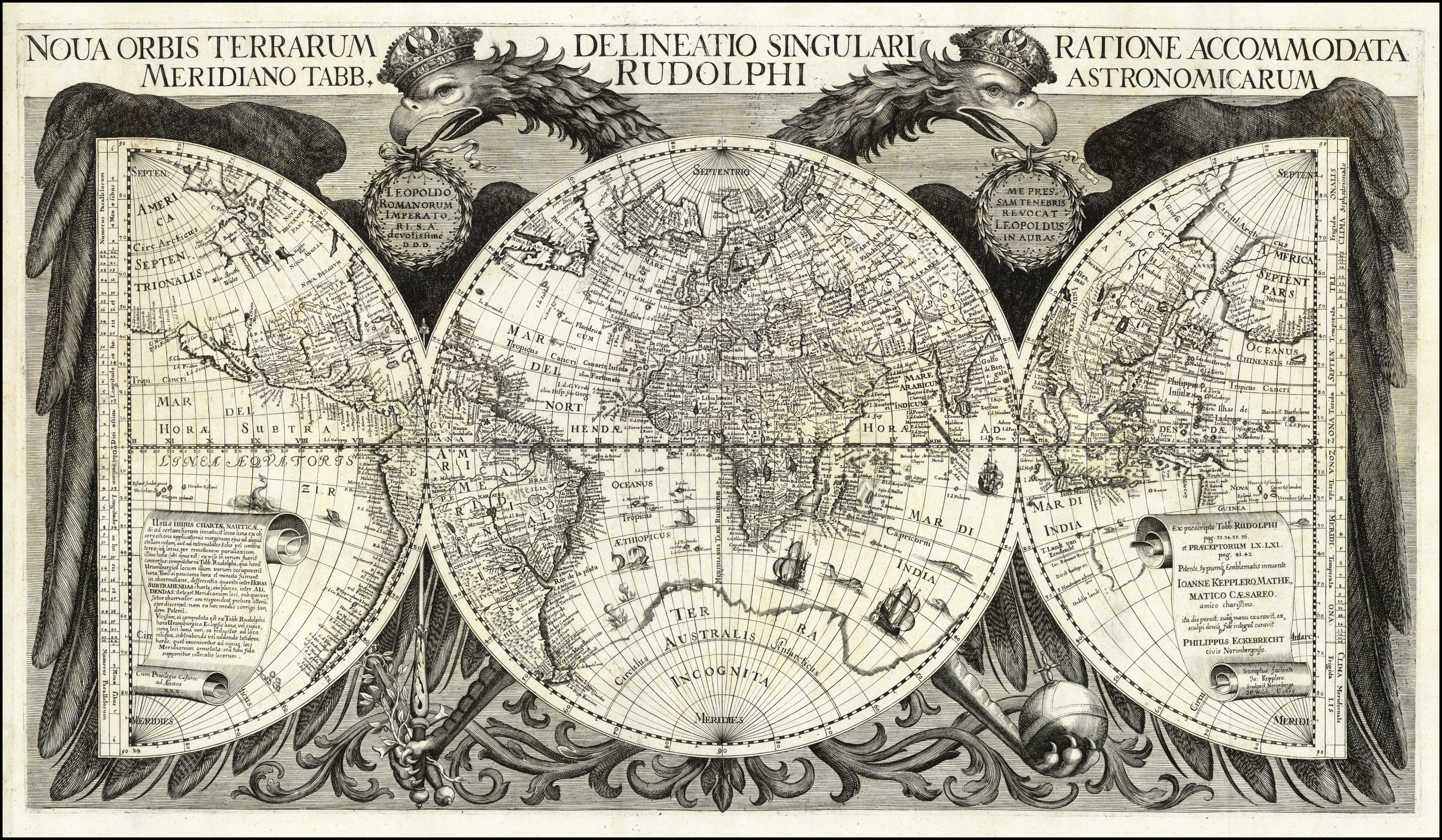
Mapamundi fet per Johannes Kepler

Els mapamundis solen presentar-se en forma de diferents tipus de mapa, de diferents temes (mapa físic, mapa polític, etc.), amb mapes detallats depenent del nivell permès per l'escala, que quan és molt alta, es limita a mapes parcials i no a mapamundis.
El propòsit més important d'un mapa polític és mostrar les fronteres territorials. El propòsit d'un mapa físic és mostrar les característiques físiques o accidents geogràfics (com una muntanya, un riu, un llac, els mars, línies de costa d'illes i continents, tipus de paisatge específics - una serralada, un desert, la selva, els aiguamolls, els manglars, les glaceres, etc.-). Altres usos solen restringir-se a mapes parcials, encara que es poden reflectir en un  mapamundi  si es prescindeix dels detalls, i es limita el seu detall a un nivell molt general: Els mapes geològics mostren les característiques de les roques subjacents, línies de falla, i estructures superficials. Els mapes topogràfics representen les corbes de nivell, identificant diferents accidents físics o usos del sòl amb símbols convencionals apropiats (els símbols cartogràfics: per exemple, els vèrtexs geodèsics amb un triangle, els cultius amb una icona significativa, les carreteres amb línies vermelles de diferents dimensions, els trens amb línies negres, les fronteres amb línies contínues o discontínues, les ciutats amb cercles de mida proporcional a la seva importància, o amb el seu traçat aproximat -en cas de mapes molt detallats-, arribant al detall de reflectir cases o instal·lacions humanes de tota classe).

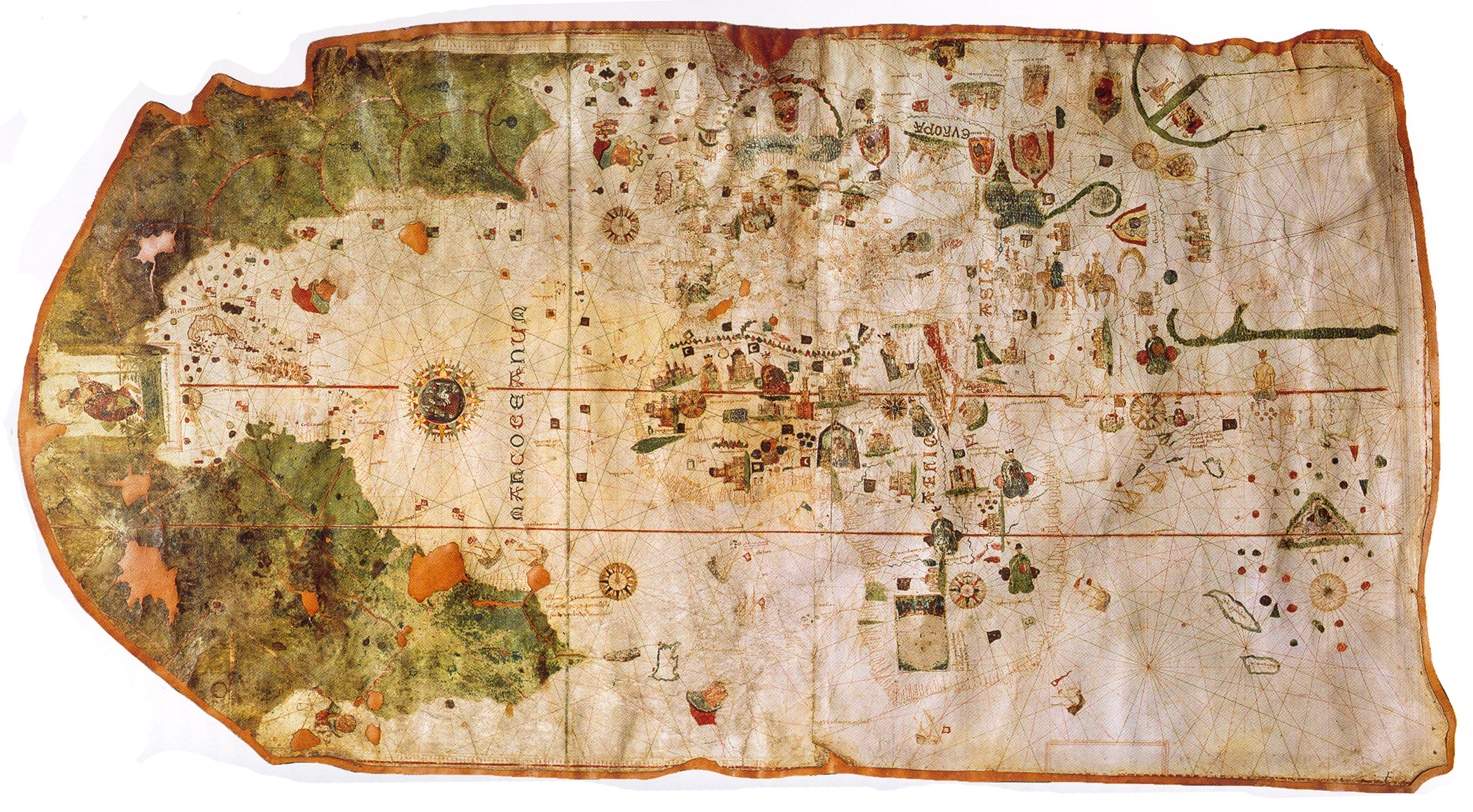
El mapa de Juan de la Cosa (Puerto de Santa María, 1500) és la representació oficial més antiga de terres americanes.

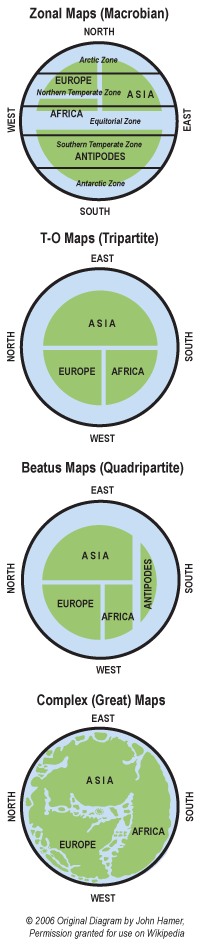
Esquema de les categories de mappae mundi.

## Història
Se sap que els mapes van aparèixer al voltant de l'any 2500 aC a causa del descobriment d'unes tauletes de fang d'origen babilònic, i que representaven les valls del riu Eufrates. Al començament es representaven els llocs propers i familiars i és de suposar que a poc a poc s'aniria incorporant més i més territori fins que finalment es representés tota la superfície terrestre. Els primers a tenir una consciència global van ser els babilonis que pensaven en la terra com un plat pla de terra amb un gran riu que el dividia en dues parts; grecs com Tales de Milet ja suggerien l'esfericitat de la terra en el segle V aC i VI aC en observar l'ombra de la terra sobre la lluna durant un eclipsi de lluna.

### Anaximandre
Els deixebles de Thales, Estrabó i finalment va ser Anaximandre de Milet el primer a començar a cartografiar el món globalment: amb els rius i els mars. En aquest moment va aparèixer el concepte d'ecumene en què el món habitat era dues vegades més gran en eix est-oest que a nord-sud, evidentment aquest món centrava la seva existència en el mediterrani. Anaximandre formava part dels que seguien a Thales de Milet.

### La terra de Thule
L'any 330 aC Píteas estableix un periple en el qual arriba a visitar diversos països del nord, el que s'ha identificat com Islàndia.

### Ptolemeu
El treball de Ptolemeu es fonamenta en el d'un altre cartògraf anterior anomenat Marí de Tir. Ptolemeu treballa en la seva Geographia mostrant ja conceptes globals de la cartografia, així com un estudi teòric profund sobre el tema.

### Els Amerindis
Pedro Sarmiento de Gamboa a la seva obra  Història dels Inques  indica que aquesta cultura ja disposava de mapamundis al segle v i els asteques a l'arribada d'Hernán Cortés ja disposaven de divisions administratives-cadastrals sobre els territoris sota la seva jurisdicció, de fet aquest descobriment li va servir per a la conquesta d'Hondures.

### L'Edat Mitjana, mapes "T-O"
A l'Edat Mitjana es va produir a Europa diversos mapamundis, tots amb diferents denominacions com:  discari  o   O  rbis   T  errarum   , o, per utilitzar l'expressió més general, "mapa T-O ". El nom d'aquests mapamundis deriva d'Isidor de Sevilla, que en les seves  Etimologies  representa un món circular pla (representat evidentment per la  O ) dividit per tres parts iguals de masses d'aigua (La T ). El traç vertical de la  T  correspon a la Mediterrània i el traç horitzontal de la T a diversos rius i mars. Aquesta disposició va ser molt repetida i va donar lloc a aquesta denominació. A Europa ja trobem esmentat el mot mapamundi a la fi del segle xiii (que tan sols podia representar Europa, Àfrica i Àsia). De fet, en molts casos indicava una carta de navegació (1294. Inventari del lleny Sant Nicolàs: mappamundum unum cum compasso, mappamundum unum, mappamundum unum…).

## Projeccions
Els mapes que representen la superfície de la Terra utilitzen una projecció, una manera de convertir la superfície real tridimensional d'un geoide en un dibuix bidimensional sobre el pla. Potser la projecció més coneguda d'un mapamundi és la Projecció de Mercator, originalment dissenyada com a mitjà per a navegat.
Una altra projecció, però que representa correctament relacionades les diferents àrees, és la de Gall-Peters, encara que la més usada i coneguda és la de Mercator per la importància que tenia Europa per aquell temps, en un mapa Mercator Groenlàndia sembla de la mida d'Àfrica quan aquesta és 14 vegades més gran. «Peters Map», Anomenat vegades com Globus. Arxivat de l'original el 2010-04-01.